# Râul Muncelu, Râmnicul Sărat
Râul Muncelu este un curs de apă, afluent al Râmnicului Sărat. 